# Max Heuwieser
Max Heuwieser (* 21. September 1878 in Tann; † 10. Mai 1944 in Passau) war ein Passauer Heimat- bzw. Geschichtsforscher. Die Passauer Neue Presse bezeichnete ihn als den „bedeutendste[n] unter den geistlichen Geschichtsschreibern des Bistums Passau“. Der Priester und Hochschulprofessor war 1926 maßgeblich an der Gründung des Vereins als auch des Instituts für Ostbairische Heimatforschung beteiligt.

## Leben

### Jugend und Studium
Als Sohn eines einfachen Baumeisters kam Max Heuwieser am 21. September 1878 in Tann (Bezirksamt Pfarrkirchen) zur Welt, wo er auch den größten Teil seiner Kindheit verbrachte. In Burghausen besuchte er bis 1899 das Gymnasium, anschließend ging er nach Passau, um noch im gleichen Jahr sein philosophisch-theologisches Studium anzutreten. Von seinen Kommilitonen erhielt er in dieser Zeit den Spitznamen „Bücherwurm“. 1903 empfing er in Passau seine Priesterweihe und widmete sich daraufhin für einige Jahre seelsorgerischen Tätigkeiten. 1907 ging er an die Universität München, um sein Studium fortzusetzen. Einer seiner dortigen Lehrer und Mentoren war der bayrische Historiker Prof. Sigmund von Riezler († 1927). Unter dessen Anleitung promovierte Heuwieser 1909 mit seiner Arbeit über „Die stadtrechtliche Entwicklung der Stadt Passau“ (erschienen in den „Verhandlungen des Historischen Vereins von Niederbayern“ Bd. 46, Landshut 1910) nun auch zum Dr. phil. und zog danach zurück nach Passau.

### Dozententätigkeit
In Passau wurde er drei Jahre später zum Domvikar, zum Archivar des Ordinariats sowie zum Dozent für Weltgeschichte an der Philosophisch-Theologischen Hochschule bestellt. Diese Funktionen führte er bis zum 1. Oktober 1920 aus, an dem er zum Professor für Weltgeschichte und historische Hilfswissenschaften an der Philosophisch-theologischen Hochschule Regensburg berufen wurde. Zum Wintersemester 1925 schließlich folgte er dem Ruf auf den Lehrstuhl für Kirchengeschichte und Patrologie wieder zurück an die Passauer Hochschule, der er von nun an bis zu seinem Tode angehörte und ab 1933 sogar als Rektor vorstand. Im November 1933 unterzeichnete er das Bekenntnis der deutschen Professoren zu Adolf Hitler.

### Heuwieser als Heimatforscher
Seit 1923 erschienen unter der Federführung von Heuwieser auch monatlich die „Ostbairischen Grenzmarken“, die sich bis zu ihrem vorübergehenden Ende 1930 zu „einer wahren Fundgrube für die Heimat- und Kunstgeschichte des Passauisch-niederbayerischen Gebietes“ entwickelten. Zur weiteren Intensivierung der heimatgeschichtlichen Forschungen und Arbeiten rief Heuwieser 1926 zusammen mit Oberbürgermeister Carl Sittler und dem Kunsthistoriker Rudolf Guby das Institut für Ostbairische Heimatforschung ins Leben, zu dessen erstem Vorstand er bestimmt wurde. Ab dem Jahr 1927 war Heuwieser zusätzlich Mitglied der Kommission für bayerische Landesgeschichte an der Bayerischen Akademie der Wissenschaften und gründete 1933 das sog. „Ostmarkmuseum“ auf der Veste Oberhaus in Passau. Bis 1936 verwaltete er dieses, aus den zusammengeführten Beständen des Diözesanmuseums, des Stadtmuseums und den Sammlungen des naturwissenschaftlichen Vereins bestehende Museum selbst. In den beiden letzten Kriegsjahren 1944 und 1945 wurde es jedoch fast vollständig aufgelöst. Aus dem Ostmarkmuseum ist jedoch letztendlich das heutige Oberhausmuseum hervorgegangen.

### Tod und Nachlass
Max Heuwieser starb am 10. Mai 1944 im Alter von 65 Jahren an einem Herzleiden. Er hinterließ der Nachwelt zahlreiche und teils unersetzliche Schriften, darunter – abgesehen von seiner Doktorarbeit – seine drei bedeutendsten Werke: „Regensburg im Frühmittelalter“ (1925), „Geschichte des Bistums Passau, Band 1“ (1939) sowie „Passau und das Nibelungenlied“ (1943). Heuwieser wurde gemäß seinem Wunsch in seinem Geburtsort Tann beerdigt.

## Werke
Die stadtrechtliche Entwicklung der Stadt Passau bis zur Stadtherrschaft der Bischöfe. ein Beitrag zur Geschichte des Städtewesens in Deutschland. Passau, Kleiter, 1910 (Digitalisat).